# José Antonio Reyes
José Antonio Reyes Calderón (phát âm tiếng Tây Ban Nha: [xoˈse anˈtonjo ˈreʝes kaldeˈɾon]; 1 tháng 9 năm 1983 – 1 tháng 6 năm 2019) là một cầu thủ bóng đá người Tây Ban Nha, anh thường chơi ở vị trí tiền vệ cánh trái nhưng cũng có thể chơi như một tiền đạo.
Reyes khởi đầu sự nghiệp tại Sevilla ở tuổi 16, sau đó chuyển sang chơi cho Arsenal trong kỳ chuyển nhượng mùa Đông 2004, trở thành một trong những thành viên của đội hình Arsenal bất bại thời điểm đó. Hai năm sau đó, Reyes quay trở lại Tây Ban Nha khoác áo Real Madrid theo dạng cho mượn và sau đó là kình địch Atletico Madrid. Anh cũng có thời gian chơi bóng cho câu lạc bộ Benfica ở Bồ Đào Nha theo dạng cho mượn, rồi quay trở lại Sevilla và đăng quang Europa League ba lần liên tiếp (2014–2016) trong một kỷ lục 5 năm (2 với Atletico, 3 với Sevilla).
Reyes chơi cho Extremadura 9 trận trước khi qua đời ngày 1 tháng 6 năm 2019 vì tai nạn ô tô.

## Thống kê sự nghiệp

### Cấp câu lạc bộ
| CLB                       | Mùa          | Giải VĐQG          | Giải VĐQG | Giải VĐQG | Cúp QG | Cúp QG | Cúp Liên đoàn | Cúp Liên đoàn | Châu lục | Châu lục | Khác | Khác | Tổng | Tổng |
| CLB                       | Mùa          | Giải               | ST        | BT        | ST     | BT     | ST            | BT            | ST       | BT       | ST   | BT   | ST   | BT   |
| ------------------------- | ------------ | ------------------ | --------- | --------- | ------ | ------ | ------------- | ------------- | -------- | -------- | ---- | ---- | ---- | ---- |
| Sevilla B                 | 1999–2000    | Segunda División B | 32        | 1         | —      | —      | —             | —             | —        | —        | —    | —    | 32   | 1    |
| Sevilla                   | 1999–2000    | La Liga            | 1         | 0         | 0      | 0      | —             | —             | —        | —        | —    | —    | 1    | 0    |
| Sevilla                   | 2000–01      | Segunda División   | 1         | 0         | 1      | 0      | —             | —             | —        | —        | —    | —    | 2    | 0    |
| Sevilla                   | 2001–02      | La Liga            | 29        | 8         | 1      | 0      | —             | —             | —        | —        | —    | —    | 30   | 8    |
| Sevilla                   | 2002–03      | La Liga            | 34        | 9         | 4      | 2      | —             | —             | —        | —        | —    | —    | 38   | 11   |
| Sevilla                   | 2003–04      | La Liga            | 21        | 5         | 4      | 1      | —             | —             | —        | —        | —    | —    | 25   | 6    |
| Sevilla                   | Total        | Total              | 86        | 22        | 10     | 3      | —             | —             | —        | —        | —    | —    | 96   | 25   |
| Arsenal                   | 2003–04      | Premier League     | 13        | 2         | 4      | 2      | 0             | 0             | 4        | 1        | —    | —    | 21   | 5    |
| Arsenal                   | 2004–05      | Premier League     | 30        | 9         | 6      | 1      | 0             | 0             | 8        | 1        | 1    | 1    | 45   | 12   |
| Arsenal                   | 2005–06      | Premier League     | 26        | 5         | 5      | 1      | 0             | 0             | 12       | 0        | 1    | 0    | 44   | 6    |
| Arsenal                   | Total        | Total              | 69        | 16        | 15     | 4      | 0             | 0             | 24       | 2        | 2    | 1    | 110  | 23   |
| Real Madrid (loan)        | 2006–07      | La Liga            | 30        | 6         | 4      | 0      | —             | —             | 4        | 1        | —    | —    | 38   | 7    |
| Atlético Madrid           | 2007–08      | La Liga            | 26        | 0         | 5      | 0      | —             | —             | 6        | 0        | —    | —    | 37   | 0    |
| Atlético Madrid           | 2009–10      | La Liga            | 30        | 2         | 9      | 1      | —             | —             | 14       | 1        | —    | —    | 53   | 4    |
| Atlético Madrid           | 2010–11      | La Liga            | 34        | 6         | 5      | 0      | —             | —             | 4        | 0        | 1    | 1    | 44   | 7    |
| Atlético Madrid           | 2011–12      | La Liga            | 13        | 0         | 0      | 0      | —             | —             | 7        | 3        | —    | —    | 20   | 3    |
| Atlético Madrid           | Total        | Total              | 104       | 8         | 19     | 1      | —             | —             | 31       | 4        | 1    | 1    | 155  | 14   |
| Benfica (loan)            | 2008–09      | Primeira Liga      | 24        | 4         | 2      | 0      | 4             | 1             | 5        | 1        | —    | —    | 35   | 6    |
| Sevilla                   | 2011–12      | La Liga            | 19        | 1         | 1      | 0      | —             | —             | —        | —        | —    | —    | 20   | 1    |
| Sevilla                   | 2012–13      | La Liga            | 26        | 4         | 6      | 0      | —             | —             | —        | —        | —    | —    | 32   | 4    |
| Sevilla                   | 2013–14      | La Liga            | 21        | 0         | 1      | 0      | —             | —             | 12       | 2        | —    | —    | 34   | 2    |
| Sevilla                   | 2014–15      | La Liga            | 19        | 3         | 4      | 1      | —             | —             | 13       | 1        | 1    | 0    | 37   | 5    |
| Sevilla                   | 2015–16      | La Liga            | 24        | 1         | 5      | 2      | —             | —             | 4        | 0        | 1    | 0    | 34   | 3    |
| Sevilla                   | Total        | Total              | 109       | 9         | 17     | 3      | —             | —             | 29       | 3        | 2    | 0    | 157  | 15   |
| Espanyol                  | 2016–17      | La Liga            | 21        | 3         | 2      | 1      | —             | —             | —        | —        | —    | —    | 23   | 4    |
| Córdoba                   | 2017–18      | Segunda División   | 17        | 1         | 0      | 0      | —             | —             | —        | —        | —    | —    | 17   | 1    |
| Xinjiang Tianshan Leopard | 2018         | China League One   | 14        | 4         | 0      | 0      | —             | —             | —        | —        | —    | —    | 14   | 4    |
| Extremadura               | 2018–19      | Segunda División   | 9         | 0         | 0      | 0      | —             | —             | —        | —        | —    | —    | 9    | 0    |
| Career total              | Career total | Career total       | 515       | 74        | 69     | 12     | 4             | 1             | 93       | 11       | 5    | 2    | 686  | 100  |

1. 1 2 3 4  Appearances in UEFA Champions League
2. 1 2  Appearance in FA Community Shield
3. 1 2  Appearances in UEFA Cup
4. ↑  Appearances in UEFA Champions League and UEFA Europa League
5. 1 2 3 4  Appearances in UEFA Europa League
6. 1 2  Appearances in UEFA Super Cup

### Cấp ĐTQG
| Tây Ban Nha | Tây Ban Nha | Tây Ban Nha |
| Năm         | ST          | BT          |
| ----------- | ----------- | ----------- |
| 2003        | 4           | 2           |
| 2004        | 6           | 0           |
| 2005        | 5           | 0           |
| 2006        | 6           | 2           |
| Tổnh        | 21          | 4           |

### Bàn thắng cấp đội tuyển
Kết quả và bàn thắng của Tây Ban Nha được viết trước
| #  | Ngày                 | SVĐ                                    | Đối thủ     | Tỷ Số khi ghi bàn | Kết quả | Giải                 |
| -- | -------------------- | -------------------------------------- | ----------- | ----------------- | ------- | -------------------- |
| 1. | 11 tháng 10 năm 2003 | Vazgen Sargsyan, Yerevan, Armenia      | Armenia     | 3–0               | 4–0     | Euro 2004 qualifying |
| 2. | 11 tháng 10 năm 2003 | Vazgen Sargsyan, Yerevan, Armenia      | Armenia     | 4–0               | 4–0     | Euro 2004 qualifying |
| 3. | 1 tháng 3 năm 2006   | Nuevo José Zorrilla, Valladolid, Spain | Bờ Biển Ngà | 2–1               | 3–2     | Friendly             |
| 4. | 3 tháng 6 năm 2006   | Manuel Martínez Valero, Elche, Spain   | Ai Cập      | 2–0               | 2–0     | Friendly             |

## Danh hiệu
Sevilla
- Segunda División (hạng nhất): 2000–01
- UEFA Europa League: 2013–14, 2014–15, 2015–16

Arsenal
- Premier League: 2003–04
- FA Cup: 2004–05
- FA Community Shield: 2004
- Á quân UEFA Champions League: 2005–06

Real Madrid
- La Liga: 2006–07

Atlético Madrid
- UEFA Europa League: 2009–10, 2011–12[3]
- UEFA Super Cup: 2010

Benfica
- Taça da Liga: 2008–09

U19 Tây Ban Nha
- U19 Châu Âu 2002[13]

Cá nhân
- Cầu thủ xuất sắc nhất NHA: tháng 8 năm 2004[14]
- Cầu thủ vô địch UEFA Europa League nhiều nhất (5 lần)